# North Tustin (Kalifornija)
North Tustin je naseljeno područje za statističke svrhe u američkoj saveznoj državi Kalifornija. Prema popisu stanovništva iz 2010. u njemu je živjelo 24.917 stanovnika.